# Tunnels de Monaco
La principauté de Monaco dispose de huit tunnels sous son territoire, dont un ferroviaire. La principauté étant uniquement un territoire urbain, la limitation de vitesse dans les tunnels routiers est la même que pour le reste de l'agglomération, soit 50 km/h.

## Tunnels routiers
Les tunnels routiers sont classés du nord au sud.

### Tunnel Louis-II
Le tunnel Louis-II relie le virage du Portier au port de plaisance Hercule. Il est connu des amateurs de sport automobile car il constitue un des secteurs du circuit automobile de Monaco qui accueille notamment la Formule 1 et la Formule E.

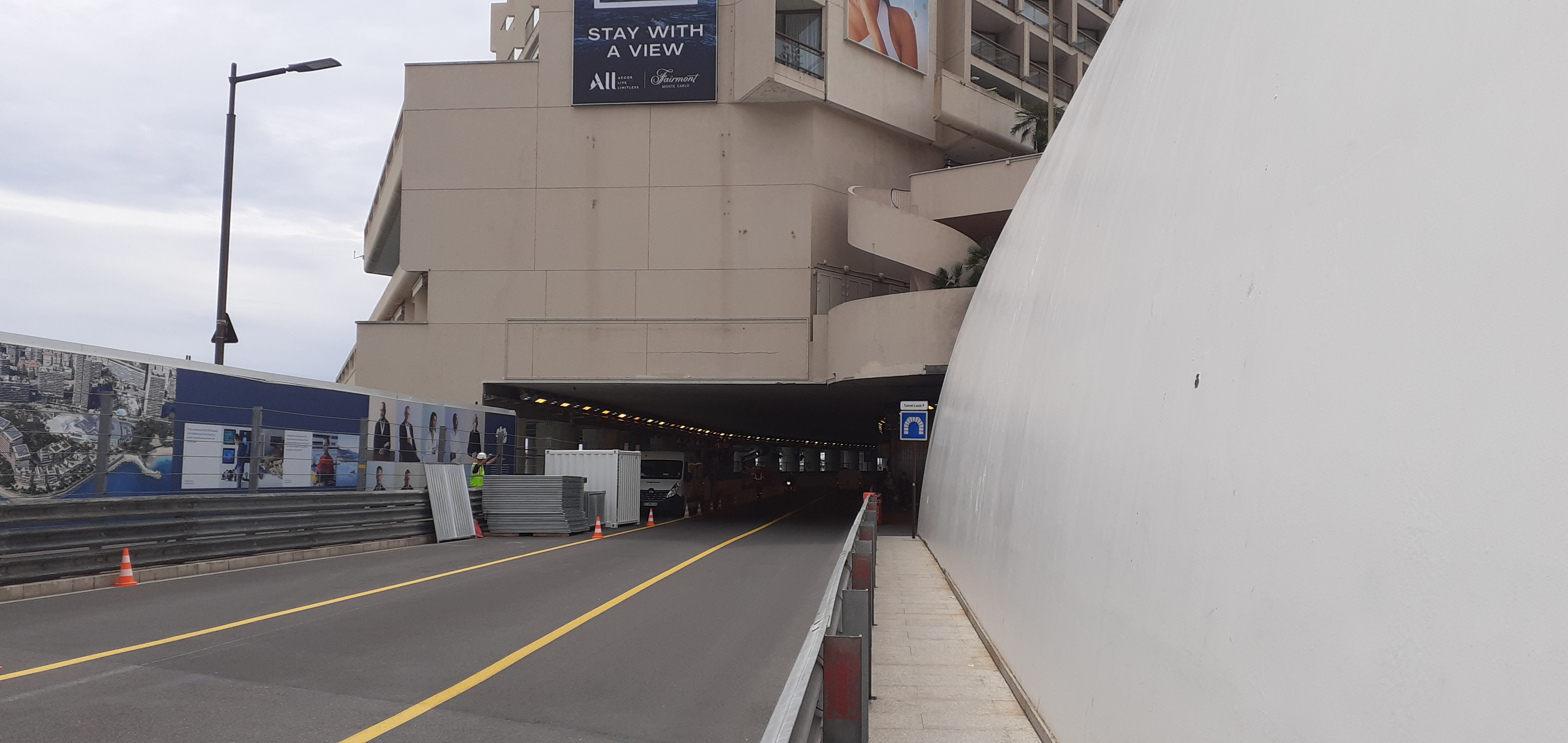
Entrée du tunnel Louis-II côté Portier.
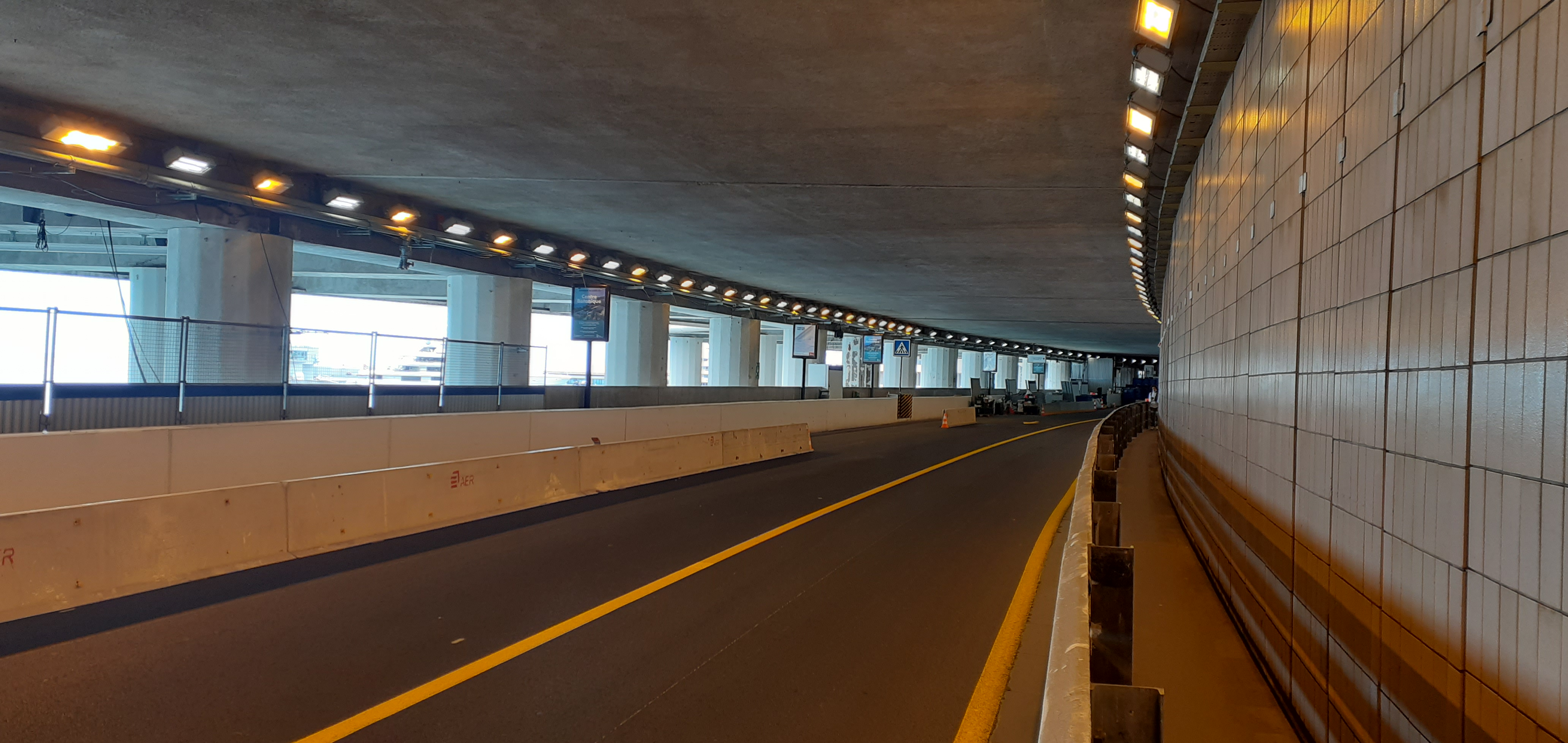
Dans le tunnel en direction du port Hercule.

### Tunnel Rainier-III
Le tunnel Rainier-III est un tunnel unidirectionnel (Monaco > France) long de 1 560 m ouvert en 1994.

### Tunnel Albert-II
Le tunnel Albert-II, unidirectionnel et long de 1 734 m, est ouvert en 2016. Utilisé principalement dans le sens France > Monaco, la circulation peut être inversée en cas de nécessité.

### Tunnel d'accès au débarcadère de la gare
Ce tunnel relie la ville de Monaco aux places de parking de la gare ferroviaire située sous le sol français. Le tunnel a la particularité d'être coupé par un pont.

### Tunnel Aureglia
Ce tunnel relie la rue Grimaldi, la rue Aureglia, la BVFA (Tunnel Dorsal) et la BVFB (Vers le tunnel IM2S). Au centre du tunnel se trouve ledit giratoire. 

### Tunnel IM2S
Ce tunnel est un simple axe routier qui traverse Monaco sur 280 mètres.

### Tunnel sous le Rocher
Ce tunnel est un ensemble de routes qui traversent les sous-sols du palais princier de Monaco. Ce tunnel est comparable à des galeries de mines, certains pans de murs sont bruts.

### Tunnel d'accès à la digue
Ce tunnel est une route couverte qui permet aux croisiéristes d'accéder à leurs paquebots sans passer par le quai Antoine Ier. La vitesse y est limitée à 10 km/h.

## Tunnel ferroviaire Sainte-Dévote
Le tunnel de Sainte-Dévote est l'unique tunnel ferroviaire de Monaco, il est utilisé sur la ligne de Marseille-Saint-Charles à Vintimille (frontière) en souterrain sous la principauté. Il a été creusé pour permettre l’accès ferroviaire à l’entrée du grand tunnel de Monte-Carlo.
Il possède la particularité d'abriter la gare de Monaco - Monte Carlo, gare de passage à trois voies encadrées par deux quais, un latéral et un central (photo ci-contre).